# East West Bank Classic 1999
L'East West Bank Classic 1999 è stato un torneo di tennis giocato sul cemento.
È stata la 26ª edizione del torneo, che fa parte della categoria Tier II nell'ambito del WTA Tour 1999.
Si è giocato a Manhattan Beach vicino a Los Angeles negli Stati Uniti, dal 9 al 15 agosto 1999.

## Campionesse

### Singolare
Serena Williams ha battuto in finale  Julie Halard-Decugis con il punteggio di 6–1, 6–4

### Doppio
Arantxa Sánchez Vicario /  Larisa Neiland hanno battuto in finale  Lisa Raymond /  Rennae Stubbs con il punteggio di 6–2, 6(5)–7, 6–0